# Estigmene similis
Estigmene similis là một loài bướm đêm thuộc phân họ Arctiinae, họ Erebidae.